# Lunsar
Lunsar er en by i det nordvestlige Sierra Leone, beliggende 125 kilometer øst for hovedstaden Freetown. Byen har et indbyggertal (pr. 2008) på cirka 23.000.